# جيمس هينز
جيمس هينز (بالإنجليزية: James Haines) هو مصارع رياضي أمريكي، ولد في 20 أكتوبر 1954 في أركاديا في الولايات المتحدة.

## وصلات خارجية
- جيمس هينز على موقع قاعدة بيانات المصارعة الدولية (الإنجليزية)
- جيمس هينز على موقع أوليمبيديا (الإنجليزية)